# Chapelle Saint-Brice d'Oltingue
La chapelle Saint-Brice est un monument historique situé à Oltingue, dans le département français du Haut-Rhin.

## Localisation
Ce bâtiment est situé Saint-Brice à Oltingue.

## Historique
L'édifice fait l'objet d'une inscription au titre des monuments historiques depuis 2006.